# Bataille d'Hyelion et Leimocheir
Guerres entre les Seldjoukides et l'Empire byzantin
Batailles
- Kapetrou
- 1re Manzikert
- Césarée
- Iconium
- 2e Manzikert
- Campagnes seldjoukides en mer Égée
- 2e Nicée
- 3e Nicée (en)
- Philomélion
- Campagnes de Jean II Comnène
- Laodicée
- Shaizar
- Myriokephalon
- Hyelion et Leimocheir
- Cotyaeum
- Trébizonde
- Antalya
- Antioche du Méandre

La bataille d'Hyelion et Leimocheir voit la destruction, dans une embuscade lors de sa traversée de la rivière, d'une armée seldjoukide par les Byzantins.

## Contexte
À la suite de la défaite de l'empereur Manuel à la bataille de Myriokephalon en 1176, les Byzantins refusent d'appliquer toutes les conditions préalables pour une cessation des hostilités, en particulier la destruction des forteresses aux frontières, exigée par le sultan Kılıç Arslan II. Un important contingent turc de cavalerie, incluant des auxiliaires nomades turkmènes, est envoyé en représailles en territoire byzantin, dans la vallée du Méandre à l'ouest de l'Asie mineure. Une armée byzantine commandée par le général Jean Comnène Vatatzès, neveu de l'empereur, part depuis Constantinople avec pour ordre d'intercepter les troupes turques. Il est rejoint par des troupes supplémentaires, dirigées par Constantin Doukas et Michel Aspiétès, lors de sa traversée du territoire byzantin.

## Bataille

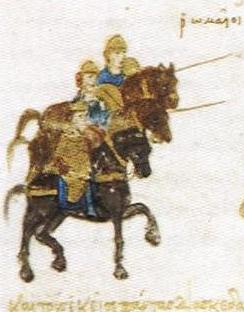
Cavalerie byzantine représentée dans le manuscrit de Skylitzès

La date exacte de la bataille est inconnue, mais on la place généralement au cours de l'année 1177 d'après sa position dans les écrits de Nicétas Choniatès.
Les Turcs, qui ont reçu l'ordre de ravager la vallée du Méandre jusqu'au bord de la mer, pillent plusieurs colonies byzantines dont celles de Tralles ou d'Antioche. À la suite de ces succès, ils rentrent chargés de butin, comprenant notamment, par pure poésie, de l'eau de la mer, des rames et du sable du rivage. Ces fardeaux ralentissent considérablement leur progression et diminuent leur mobilité tactique. L'armée seldjoukide se dirige vers le territoire turc lorsque dans son parcours elle s'approche d'un goulet d'étranglement où la grande route orientale traverse la rivière du Méandre par un pont (probablement ruiné ou semi-abandonné) près des forts ou des villages d'Hyelion et de Leimocheir. Les Byzantins se sont dissimulés à proximité et ont divisé leurs forces en deux corps, positionnés de part et d'autre la rivière. Ils prennent en embuscade l'armée turque lorsqu'elle commence à traverser la rivière, la détruisant après un combat acharné.
L'infanterie légère byzantine joue un rôle prééminent dans la bataille; positionnée sur les hauteurs, leurs flèches forment une véritable pluie de missiles sur les Seldjoukides impuissants situés en contrebas. La plupart des soldats turcs meurent dans la rivière, Nicétas Choniatès indiquant que seulement un petit nombre  de soldats réussit à s'échapper. Le commandant turc, portant le titre d'Atabeg, essaie de s'extraire de ce piège avec ses serviteurs lourdement armés, mais il est tué par un soldat alain de l'armée byzantine. Du côté byzantin, le général Michel Aspiétès trouve la mort ; il est emporté par le courant et se noie dans le Méandre après avoir été éjecté par sa monture blessée.

## Conséquences

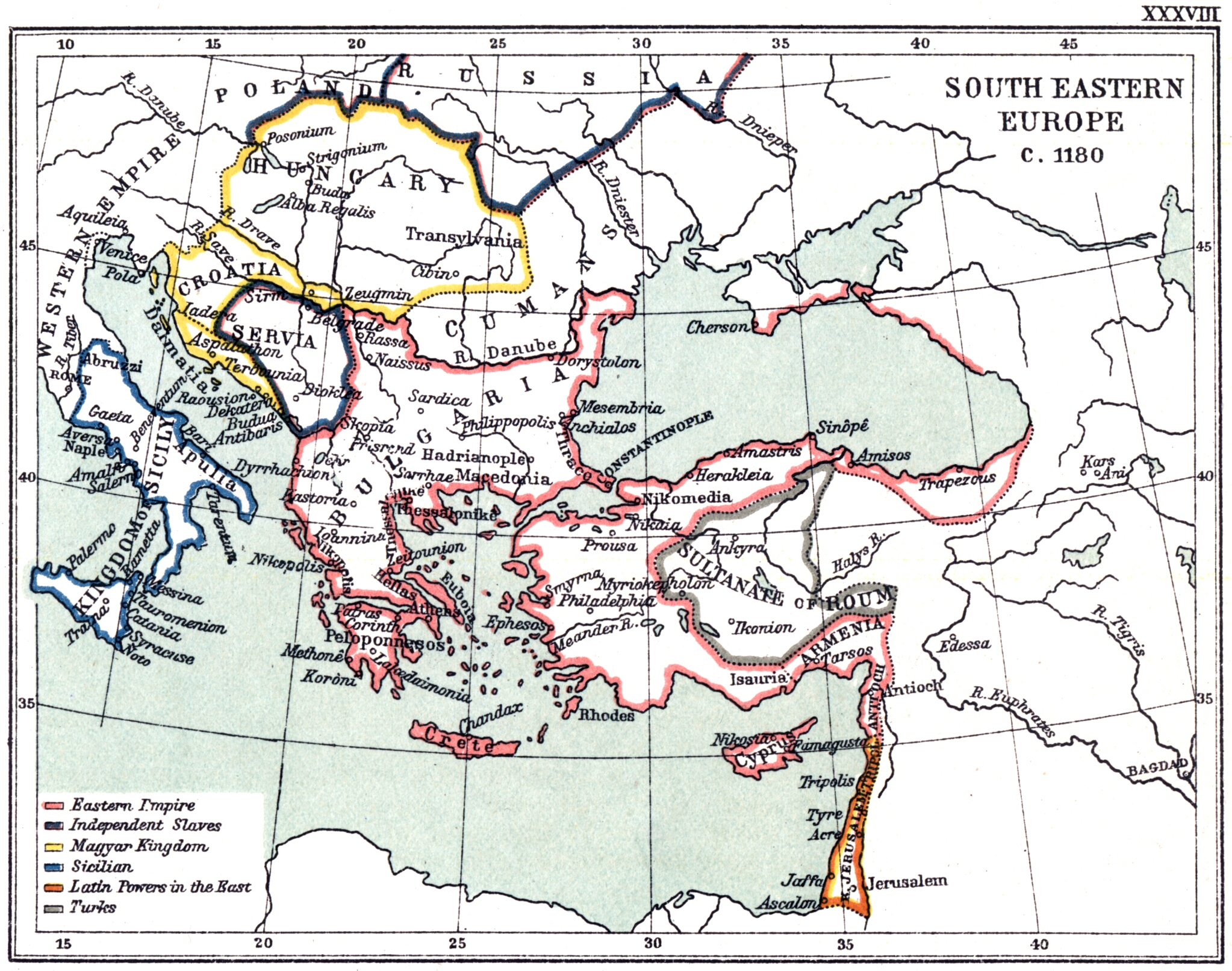
Carte de l'Empire byzantin avec les positions de la rivière du Méandre.

Cette bataille souligne les limites des effets immédiats de la défaite byzantine à Myriokephalon dans leurs possessions en Anatolie. La victoire byzantine est suivie par des expéditions punitives contre les campements des nomades turkmènes tout autour de la vallée du cours supérieur du Méandre.
La stratégie byzantine lors de cette bataille -tendre une embuscade à une armée sur son itinéraire de retour, alors qu'elle serait ralentie par son butin et ses prisonniers- est exactement celle qui est prescrite dans la plupart des premiers traités militaires byzantins, comme la Tactica de Léon VI (886-912). Cela montre la conservation par les commandants byzantins du savoir des stratégies militaires victorieuses du passé.
La mort de l'empereur Manuel Ier en 1180 et la minorité de son fils et successeur Alexis II Comnène, remettent en cause ces succès et redonnent l'initiative aux Seldjoukides en Anatolie. Le sultan Kilij Arslan II envahit l'empire en 1182, lorsque Byzance est aux prises avec un coup d'État d'Andronic Comnène, et capture les villes de Sozopolis (en) et de Kütahya après un siège.

## Sources

### Sources primaires
- Nicétas Choniatès, Histoire (Voir le texte original)

### Sources secondaires
- (en) Michael Angold, The Byzantine Empire 1025-1204, Harlow, Longman, 1984, 2e éd., 374 p. (ISBN 978-0-582-29468-4)
- (en) J.W.B. Birkenmeier, The Development of the Komnenian Army : 1081-1180, Leiden, Brill, 2002, 263 p. (ISBN 90-04-11710-5)
- (en) Paul Magdalino, The Empire of Manuel I Komnenos, 1143-1180, Cambridge, Cambridge University Press, 1993, 557 p. (ISBN 978-0-521-30571-6, lire en ligne)
- (en) W. M. Ramsay, « Antiquities of Southern Phrygia and the Border Lands (I) », The American Journal of Archaeology and of the History of the Fine Arts, vol. 3, nos 3/4,‎ décembre 1887, p. 346